# Mario Alborta
Mario Mauricio Alborta Velasco (La Paz, 19 de setembre de 1910 - La Paz, 1 de gener de 1976) fou un futbolista bolivià de la dècada de 1930.
Va participar en el Campionat Sud-Americà de 1926 i 1927, així com al Mundial de 1930. Va jugar al Club Bolívar entre 1925 i 1939.

## Palmarès
- Campionat de La Paz de futbol: 3
  - 1932, 1937, 1939